# Ligidium tauricum
Ligidium tauricum là một loài chân đều trong họ Ligiidae. Loài này được Verhoeff miêu tả khoa học năm 1930.